# Церковь Святой Троицы (Дуниловичи)
Церковь Святой Троицы (бел. Касцёл Найсвяцейшай Тройцы) — католический храм в агрогородке Дуниловичи, Витебская область, Белоруссия. Относится к Поставскому деканату Витебского диоцеза. Памятник архитектуры в стиле барокко с элементами классицизма, построен в 1769—1773 годах. Построен как монастырская церковь монастыря доминиканцев (не сохранился). Включён в Государственный список историко-культурных ценностей Республики Беларусь (код — 212Г000592).

## История

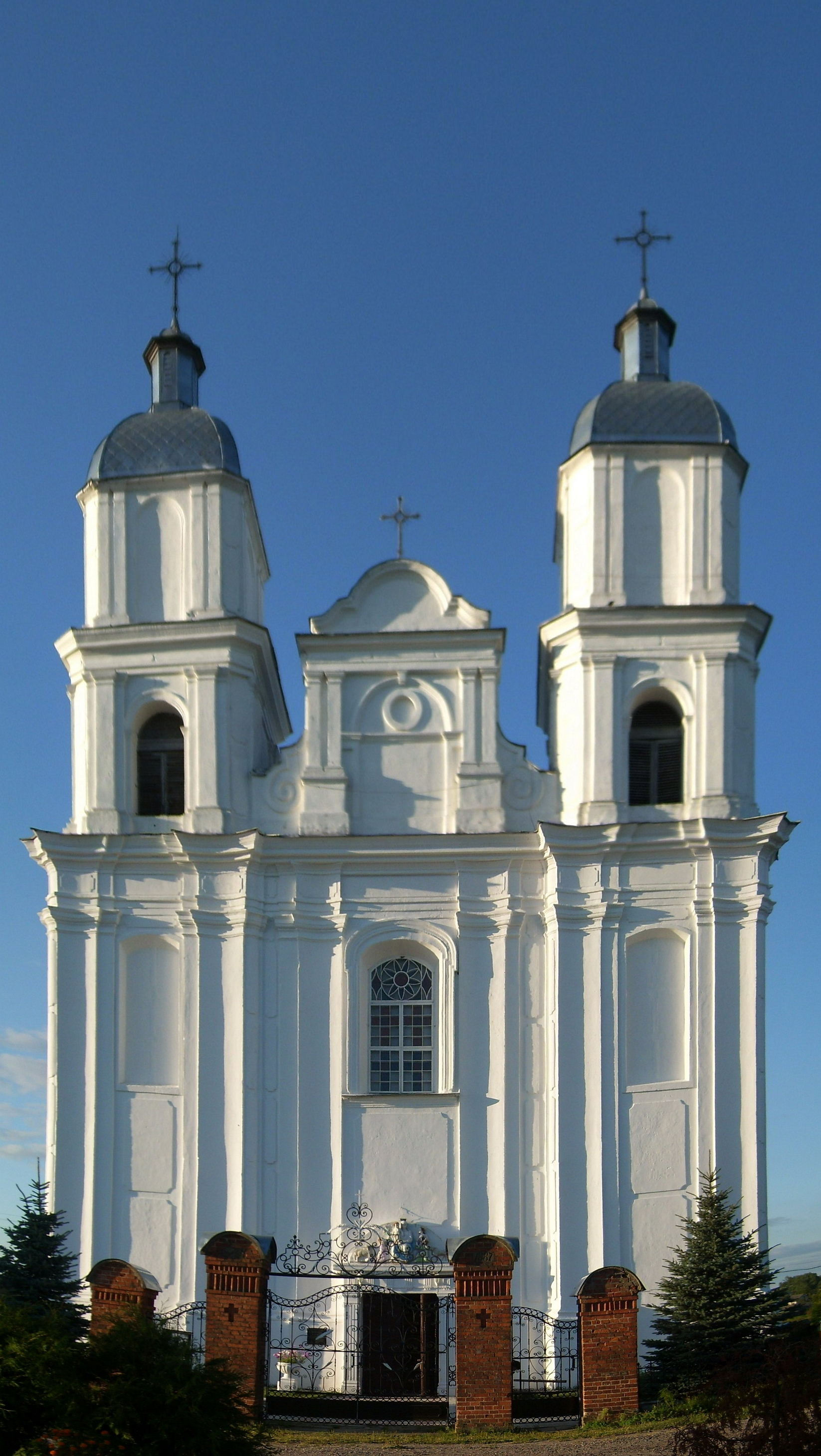
Главный фасад

Храм Святой Троицы построен в 1769—1773 годах при монастыре доминиканцев.
В Национальном историческом архиве Беларуси хранятся копии метрических книг Дуниловичского доминиканского (фарного) костела за 1827-1833  и 1834-1848 годы.
При монастыре работала детская школа.
Библиотека монастыря насчитывала 163 тома (1830).
После подавления восстания 1830-1831 годов, в 1850 году российские власти упразднили монастырь, костел действовал как парафиальный. После подавления восстания 1863 года 1866 году костел как и многие другие католические храмы на территории современной Белоруссии, был передан православной церкви.. Для католиков напротив храма была выстроена деревянная часовня. Во время Великой Отечественной войны эта часовня была полностью уничтожена.
В 1886 году настоятелем Дуниловичского прихода был ксендз Бенедикт Биейко.
В 1891 - 1915 гг. настоятелем Дуниловичского костёла Надвилейского деканата был Александр Дулько.
В 1919 году польские власти вернули храм католикам.
В 1948 г. костел был закрыт, его сначала использовали как склад для сохранения искусственных удобрений, а затем как зерносклад. В 1989 году храм был возвращен верующим, 12 августа состоялась первая Святая Месса, которой руководил ксендз Владислав Блин.
В 1990-х годах проходила длительная реставрация костёла.

## Чудотворная икона
Полковник царской армии Дмитрий Николаевич Логофет в годы Первой мировой войны упомянул в своих записках о чудотворной иконе в Дуниловичах:
Чудотворная икона Божьей Матери так называемой Даниловичской, поставленная в церкви под особым балдахином в виде громадной короны на столбах, постоянно посещается приходящими офицерами и нижними чинами, ставящими к ней свечи и служащими ей молебны. Самая икона древнего русского письма, известна по церковным записям более 600 лет. - Место наше глухое, и губернатора-то в нем редко видали, а вот во время войны нашего Государя пришлось здесь увидать, - райне довольный обращением  нему, спешит рассказать местный старожил, которого я спрашиваю о достопримечательностях местечка. - Счастье-то какое нам выпало. Нежданно-негадано  самого Наияснейшего Пана Государя встретили, - подтверждает его сосед древний старик с желтовато-белой бородою. Население, напуганное немецкими отрядами, совершенно успокоилось после проезда Государя в конце прошлого года и принялось за полевые работы".

## Архитектура
Храм Святой Троицы — памятник архитектуры стиля барокко с элементами классицизма. Представляет собой трёхнефную базилику с небольшим трансептом и прямоугольной апсидой. По бокам главного фасада располагаются две двухъярусные башни, завершенные полусферическими куполами с декоративными фонарями. Между башнями находится фигурный щит, изогнутые фасады боковых крыльев трансепта также завершены фигурными фронтонами. Вход оформлен порталом XIX века в стиле классицизм. Цилиндрические и крестовые своды нефов держатся на подпружных арках между ними. Единственный костел в Беларуси с двухэтажным алтарем.
Вокруг костел ограда с кованой воротами, памятник архитектуры неоренессанса.